# Gilan
La provincia del Gilan (in persiano گیلان‎, Ghīlān) è una delle trentuno province dell'Iran.

## Geografia fisica
È situata a occidente della regione del Mazandaran, tra i monti Elburz e il Mar Caspio. Il capoluogo Rasht (175 000 abitanti ca.), a pochi chilometri dalla costa del Mar Caspio, è un importante mercato agricolo e sede di industrie tessili, alimentari e del vetro.
Altre città importanti sono:
- Arak (85 000 abitanti ca.) a 1 880 metri s.l.m. sui Monti Zagros, importante nodo ferroviario a 240 km da Teheran;
- Bandar-e Pahlavi (50 000 abitanti ca.) porto sul Mar Caspio;
- Lahijan (35 000 abitanti ca.) alla foce del fiume Sefīd sul Mar Caspio, importante centro agricolo (riso, tè) e della seta.

## Storia
Nel biennio 1920-21 fu indipendente, con il nome di Repubblica Sovietica del Gilan.

## Economia
Importanti giacimenti di petrolio e miniere di ferro la rendono tra le più ricche della nazione. La popolazione si dedica anche all'agricoltura, alla pastorizia ed alla pesca.

## Geografia antropica

### Suddivisioni amministrative
La provincia è suddivisa in 16 shahrestān:
| Mappa | Abbreviazione      | Shahrestān |
| ----- | ------------------ | ---------- |
|       |                    |            |
| A     | Astara             |            |
| AA    | Astaneh Ashrafiyeh |            |
| BA    | Bandar-e Anzali    |            |
| F     | Fuman              |            |
| H     | Hashtpar           |            |
| Lh    | Lahijan            |            |
| Lr    | Langarud           |            |
| R     | Rasht              |            |
| Rs    | Rudsar             |            |
| Rb    | Rudbar             |            |
| S     | Soumahe Sara       |            |
| Sh    | Shaft              |            |
| M     | Masal              |            |

Non contenuti nella mappa:
- Shahrestān di Amlash
- Shahrestān di Siahkal
- Shahrestān di Talesh